# Stenkil di Svezia
Stenkil Ragnvaldsson (1030 – 1066) fu re di Svezia dal 1060 al 1066 e fondatore di una nuova dinastia che prese il suo nome, il Casato di Stenkil.

## Biografia
Nobile svedese della regione cristiana Västergötland, che governava in qualità di jarl, succedette ad Emund il Vecchio, che morì senza lasciare figli maschi.
Grande difensore del cristianesimo, Stenkil incoraggiò l'opera missionaria, anche se riconobbe il potere politico della rimanente istituzione pagana non permettendo la distruzione di un tempio a Uppsala.
Secondo fonti storiche, esercitò il potere di re in Svezia, senza perdere d'occhio il governo di Västergötland.
Stenkil è indicato anche come figlio di Ragnvald Ulfsson, ma secondo fonti islandesi piuttosto tarde, come le fonti che lo indicano sposo di Ingamoder, figlia di Edmund il Vecchio.

## Ascendenza
|                    |   |          | Genitori |  |  | Nonni         |  |  | Bisnonni     |  |
|                    |   |          |          |  |  | Ulf Tostesson |  |  | Skogul Toste |  |
|                    |   |          |          |  |  | Ulf Tostesson |  |  | Skogul Toste |  |
|                    |   | …        |          |  |  | Ulf Tostesson |  |  |              |  |
| Ragnvald Ulfsson   |   |          |          |  |  | Ulf Tostesson |  |  |              |  |
|                    |   | Ingeborg | …        |  |  |               |  |  |              |  |
|                    |   | Ingeborg | …        |  |  |               |  |  |              |  |
|                    |   | Ingeborg | …        |  |  |               |  |  |              |  |
| Stenkil di Svezia  |   | Ingeborg |          |  |  |               |  |  |              |  |
|                    | … | …        |          |  |  |               |  |  |              |  |
|                    | … | …        |          |  |  |               |  |  |              |  |
|                    | … | …        |          |  |  |               |  |  |              |  |
| Astrid Nialsdotter | … |          |          |  |  |               |  |  |              |  |
|                    |   | …        | …        |  |  |               |  |  |              |  |
|                    |   | …        | …        |  |  |               |  |  |              |  |
|                    |   | …        | …        |  |  |               |  |  |              |  |
|                    |   | …        |          |  |  |               |  |  |              |  |